# Ljumske

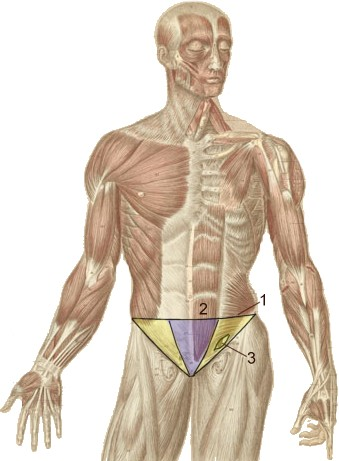
Ljumsk- (gult) och blygdregionerna (blått).
1. Interspinalplan/-linje (planum interspinale)
2. Bukmuskel (m. rectus abdominis)
3. Ljumskkanalen (sulcus inguinalis).
Illustration: Handbuch der Anatomie des Menschen, Dr. Bock, 1841. (PD)

Ljumske (latin: ile, inguen) är, i människans anatomi, de två kroppsregioner som definieras av vecken mellan lår och buken (sulcus inguinalis).  
Det är mycket lätt att "sträcka ljumskarna", vilket i praktiken betyder att man sträckt en lårmuskel, om man inte är tillräckligt uppvärmd och man bör därför alltid vara noggrann med att "töja ut ljumskarna" och låren ordentligt.